# Unicredit Czech Open 2001
L'Unicredit Czech Open 2001 è stato un torneo di tennis facente parte della categoria ATP Challenger Series nell'ambito dell'ATP Challenger Series 2001. Il torneo si è giocato a Prostějov in Repubblica Ceca dal 5 al 10 giugno 2001 su campi in terra rossa.

## Vincitori

### Singolare
Bohdan Ulihrach ha battuto in finale  Jiří Novák con il punteggio di 6–4, 6(5)–7, 6–3

### Doppio
Andrea Gaudenzi /  Sander Groen hanno battuto in finale  Devin Bowen /  Mariano Hood con il punteggio di 7–6(6), 6–4